# Som sendt fra himlen
Som sendt fra himlen er en dansk film fra 1951.
- Manuskript Børge Müller.
- Instruktion Johan Jacobsen assisteret af Annelise Hovmand.

Blandt de medvirkende kan nævnes:
- Mogens Wieth
- Birgitte Reimer
- Kjeld Petersen
- Johannes Meyer
- Erik Mørk
- Osvald Helmuth
- Minna Jørgensen
- Svend Bille
- Nina Kalckar
- Henrik Wiehe
- John Wittig